# Братська могила жертв єврейського погрому (Тростянець)
Братська могила жертв єврейського погрому — меморіал поблизу смт Тростянець Вінницької області, пам'ятка культурної спадщини місцевого значення.

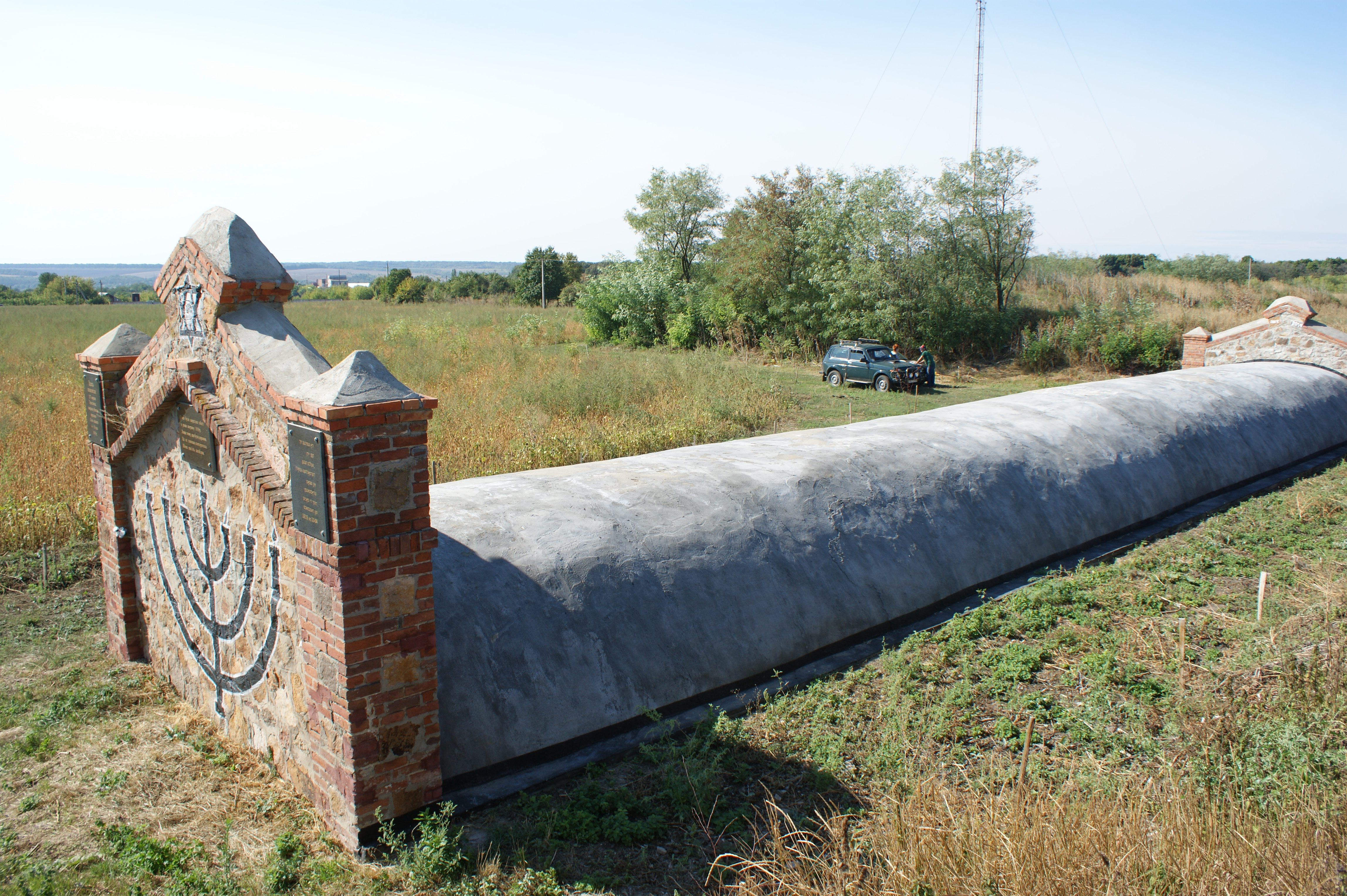

Розташований у районі так званих «басін» або «басейнів» (відстійників цукрового заводу). У братській могилі поховані 378 євреїв, що були вбиті під час погрому 9-10 травня 1919 року.
На місці братської могили встановлено великий надгробок із каменю та цегли, який місцеві жителі називають «Стіною плачу». Пам'ятник збудовано на кошти товариства «Америкен Джуіш Дистрибюшн Коміті Інк» у період 1923—1925 років.
Оголошено пам'яткою історії відповідно до наказу МКУ від 18.04.2017 № 322.